# Niebo

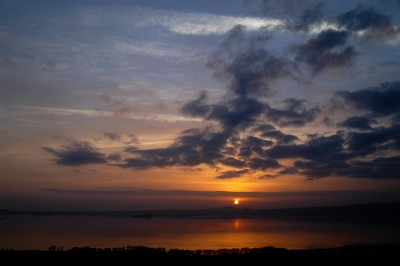
Niebo w czasie zachodu Słońca.

Niebo – część atmosfery oraz przestrzeni kosmicznej widzianej z powierzchni dowolnego obiektu astronomicznego. Czasami niebo definiowane jest również jako gęsta powłoka atmosferyczna planety.
Jako pojęcie astronomiczne niebo określane jest mianem sfery niebieskiej. Jest to umowne sklepienie, na którym Słońce, Księżyc, planety i gwiazdy przemieszczają się. Sfera niebieska podzielona jest na obszary zwane konstelacjami.

## Niebo widziane z Ziemi
W dzień niebo widziane z Ziemi ma kolor modry (intensywny niebieski), ponieważ światło słoneczne ulega rozproszeniu przez molekuły powietrza, natomiast nocą ma wygląd czarnej powierzchni, czasami pokrytej gwiazdami (w zależności od zachmurzenia).

Na niebie, w zależności od aktualnych warunków atmosferycznych dostrzegalne jest Słońce, Księżyc, planety oraz gwiazdy. Naturalnymi zjawiskami widzianymi na niebie są chmury, tęcze, zorze polarne oraz opady atmosferyczne i pioruny występujące podczas burz.
Człowiek także przyczynił się do zjawisk obserwowanych na niebie. Wskutek jego działalności, często ponad dużymi miastami tworzy się smog, natomiast w ciągu nocy występuje tzw. zanieczyszczenie świetlne.

### Luminancja i kolory nieba

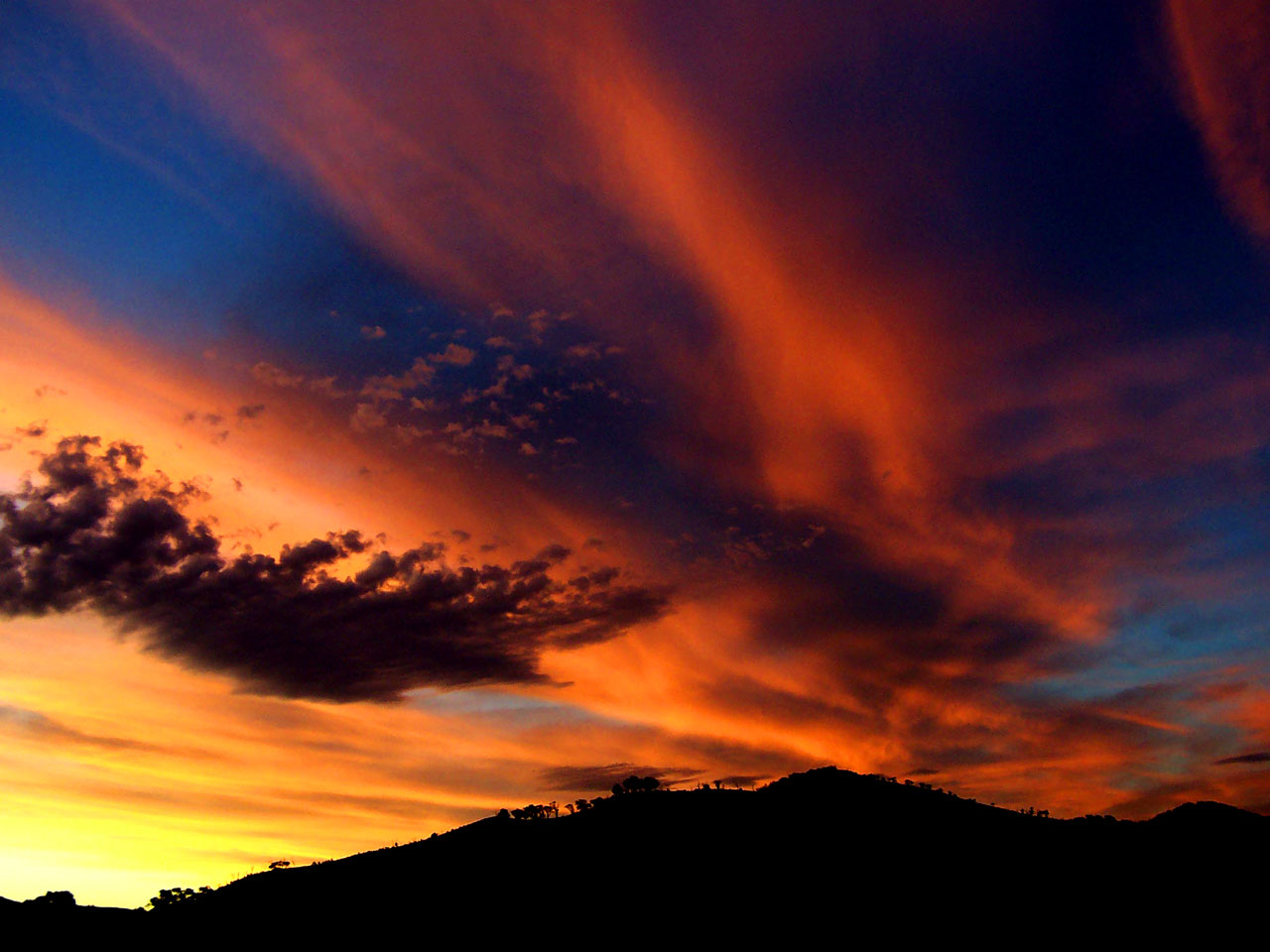
Chmury w odcieniach czerwieni podczas zachodu Słońca.

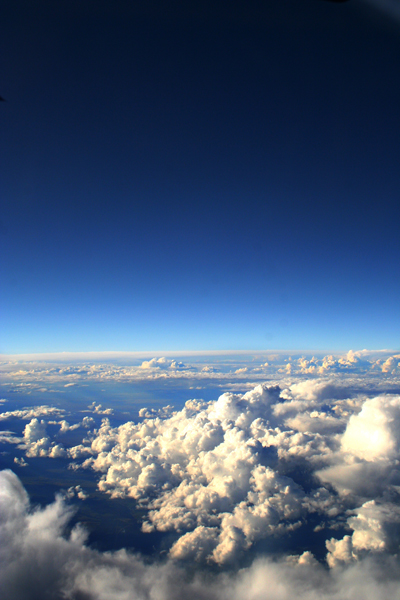
Widok z samolotu. Gradient koloru nieba – od jasnoniebieskiego przy horyzoncie do czarnoniebieskiego wokół zenitu.

Kolor ziemskiego nieba w słoneczny dzień, w wyniku rozpraszania Rayleigha postrzegany jest przez oko ludzkie jako gradient – ciemnoniebieski przy zenicie i jasnoniebieski blisko horyzontu. Dzieje się tak, ponieważ światło, które dobiega do obserwatora z góry przenika przez 1/38 masy powietrza, przez którą musi przeniknąć światło dobiegające wzdłuż horyzontu. Tak więc zenitalne promienie Słońca rozpraszane są przez znacznie mniejszą ilość cząsteczek powietrza niż promienie dobiegające z okolic horyzontu, stąd różnica w kolorach nieba.
Niebo może przybierać również inne barwy, takie jak czerwona, pomarańczowa i żółta (zwłaszcza podczas zachodu i wschodu Słońca) oraz czarna w ciągu nocy. Rozproszenie światła w atmosferze powoduje także jego częściową polaryzację.
W celu optymalnego i efektywnego oświetlenia wnętrz pomieszczeń światłem dziennym Międzynarodowa Komisja Oświetleniowa (fr. Commission internationale de l'éclairage) opracowała specjalne zalecenia dotyczące korzystania z luminancji nieba. Ostatnie prace tej komisji określają "wszystkie modele nieba" – od nieba bezchmurnego do niemal całkowicie pokrytego chmurami.

## Niebo widziane z innych planet

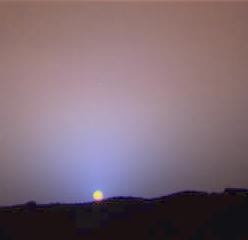
Zachód słońca na Marsie sfotografowany przez sondę Pathfinder w 1997 roku

Niebo widziane z ciał niebieskich o szczątkowej atmosferze (Księżyc, Merkury) jest zawsze czarne. Gwiazdy mogą być dostrzeżone nawet w sąsiedztwie słońca.
Na planetach posiadających atmosferę, niebo przybiera różne kolory w zależności od ciśnienia atmosferycznego, składu atmosfery i światła docierającego z lokalnej gwiazdy. Niebo na Marsie jest różowe, natomiast na planetach gdzie ciśnienie atmosferyczne jest wielokrotnie większe niż na Ziemi - białe. W przypadku wysokiej zawartości metanu niebo przybiera barwę zieloną (jak na Uranie czy Neptunie).
W innych układach planetarnych układ gwiazdozbiorów na niebie różni się od ziemskiego. Im bardziej oddalona od Słońca planeta, tym mniej znanych z ziemskiego nieba konstelacji można dostrzec.